# Isla de Pombeiro
La Isla de Pombeiro (Illa do Pombeiro) es una isla de la provincia de Pontevedra (Galicia, España), situada al oeste de la península de El Grove, cerca de la costa.

## Descripción
Cuenta con 2 hectáreas de superficie rocosa y áspera, casi sin vegetación (que se reduce a la herbácea). Está atravesada por grandes grietas aprovechadas por las aves marinas para anidar (antiguamente lo debieron de hacer las palomas también, como indica su nombre, que en castellano significa lugar de palomas). Banco marisquero.
- Datos: Q11683870